# Громова, Наталья Александровна
Ната́лья Алекса́ндровна Гро́мова (род. 8 октября 1959, Приморский край) — советский и российский прозаик, историк литературы, литературовед, драматург, журналистка, педагог, музейный работник, научный сотрудник. Преподает в Свободном Университете

## Биография
Родилась в семье военного.
Работала в Государственной исторической библиотеке.
Окончила философский факультет МГУ имени М. В. Ломоносова (1983).
С 1983 по 1989 годы работала в редакции литературы издательства «Советская энциклопедия». Автор статей в энциклопедиях «Русские писатели», «Ленинград».
Работала заместителем главного редактора в газете «Первое сентября», автор многих статей литературно-философского содержания. Преподавала литературу в школе «Ковчег». Печатается в журналах «Вопросы литературы», «Дружба народов», «Звезда», «Знамя», «Нева» и др.
Старший научный сотрудник Дома-музея М. И. Цветаевой в Москве до 2015 года.
Ведущий научный сотрудник Дома музея Бориса Пастернака в Переделкино до 2016 года.
Ведущий научный сотрудник Государственного Литературного музея (дом Остроухова).
Член Союза писателей Москвы. Член ПЭН-Москва.
В марте 2014 года вместе с рядом других деятелей науки и культуры выразила своё несогласие с политикой российской власти на Украине и в Крыму.
В 2022 году уехала в Израиль.

## Литературные премии
- Премия журнала «Знамя» за 2012 год (за «архивный роман» «Ключ»).
- Финалист премии «Русский Букер» за 2014 год. Грант на перевод на английский язык.
- Лауреат премии Союза писателей Москвы «Венец» за 2014 год.
- Финалист премии «Большая книга» за 2020 год. Роман «Насквозь».
- Премия журнала «Знамя» за 2020 (роман «Насквозь»).